# Дмитријев
Дмитријев (рус. Дмитриев) град је у Русији у Курској области. Према попису становништва из 2010. у граду је живело 7728 становника.

## Становништво
| 1939. | 1959. | 1970. | 1979.  | 1989.  | 2002. | 2010. |
| ----- | ----- | ----- | ------ | ------ | ----- | ----- |
| 7.500 | 8.406 | 9.493 | 10.485 | 11.187 | 8.838 | 7.728 |